# Flatey, Skjálfandi
Flatey är en ö i republiken Island.   Den ligger i regionen Norðurland eystra, i den norra delen av landet, 290 km nordost om huvudstaden Reykjavík. Arean är 2,8 kvadratkilometer.
Terrängen på Flatey är mycket platt. Öns högsta punkt är 11 meter över havet. Den sträcker sig 1,8 kilometer i nord-sydlig riktning, och 2,2 kilometer i öst-västlig riktning.